# Štodra
Štodra este un sat din comuna Ulcinj, Muntenegru. Conform datelor de la recensământul din 2003, localitatea are 133 de locuitori (la recensământul din 1991 erau 210 locuitori).

## Demografie
În satul Štodra locuiesc 98 de persoane adulte, iar vârsta medie a populației este de 35,3 de ani (34,6 la bărbați și 36,1 la femei). În localitate sunt 30 de gospodării, iar numărul mediu de membri în gospodărie este de 4,43.
Populația localității este foarte eterogenă.
|  |

| Demografie | Demografie | Demografie |
| An         | Locuitori  | Locuitori  |
| ---------- | ---------- | ---------- |
|            |            |            |
|            |            |            |
|            |            |            |
|            |            |            |
| 1948       | 100        |            |
| 1953       | 108        |            |
| 1961       | 122        |            |
| 1971       | 130        |            |
| 1981       | 203        |            |
| 1991       | 210        | 145        |
| 2003       | 263        | 133        |

| \| Componența etnică conform recensământului din 2003[2] \| Componența etnică conform recensământului din 2003[2] \| Componența etnică conform recensământului din 2003[2] \| Componența etnică conform recensământului din 2003[2] \| Componența etnică conform recensământului din 2003[2] \| \| ----------------------------------------------------- \| ----------------------------------------------------- \| ----------------------------------------------------- \| ----------------------------------------------------- \| ----------------------------------------------------- \| \| \| \| \| \| \| \| Albanezi \| Albanezi \| \| 74 \| 55,63% \| \| necunoscută \| necunoscută \| \| 0 \| 0% \| |             |  |    |        |
| Componența etnică conform recensământului din 2003 |             |  |    |        |
| |             |  |    |        |
| Albanezi | Albanezi    |  | 74 | 55,63% |
| necunoscută | necunoscută |  | 0  | 0%     |